# Perfluor-3,5,7,9,11-pentaoxadodecansäure
Die Perfluor-3,5,7,9,11-pentaoxadodecansäure (PFO5DoDA) ist eine chemische Verbindung, die zu den Perfluoralkylethercarbonsäuren (PFECA) und damit zu den per- und polyfluorierten Alkylverbindungen (PFAS) gehört.
PFO5DoDA wird bei der Emulsionspolymerisation zur Herstellung von Fluorpolymerharzen eingesetzt oder entsteht dort als Nebenprodukt.
Mit einer Eliminationshalbwertszeit von knapp 43 Tagen in Mäusen bzw. 379 Tagen in Menschen ist PFO5DoDA bioakkumulativ. Zudem wurde auch eine Lebertoxizität festgestellt.
PFO5DoDA wirkt in vitro als Agonist des Peroxisom-Proliferator-aktivierten Rezeptors (PPAR) und moduliert die PPAR-abhängige Genexpression in der Leber. Seine Reproduktionstoxizität gegenüber dem Zebrabärbling ist höher als diejenige der Perfluoroctansäure (PFOA).
Bei Anwohnern im Umkreis eines Fluorpolymerherstellungsstandorts wurde PFO5DoDA in Blutproben gefunden.